# موريشيوس
موريشيوس ورسميًا جمهورية موريشيوس هي جزر صغيرة بوسط المحيط الهندي تبعد عن ملاجاشي (مدغشقر) بحوالي 860 كيلومتر، وحوالي 2000 كيلومتر (1100 ميل بحري) قبالة الساحل الجنوبي الشرقي لشرق إفريقيا. وهي تشمل الجزيرة الرئيسية (وتسمى أيضًا موريشيوس)، بالإضافة إلى جزر رودريغيز وأغاليغا وسانت براندون (شعاب كارغادوس كاراجوس). تضم الجزيرة الرئيسية لموريشيوس، حيث يتركز السكان العاصمة وأكبر مدينة بورت لويس. وتبلغ مساحة البلاد 2040 كيلومترًا مربعًا (790 ميلًا مربعًا) ولديها منطقة اقتصادية خالصة تغطي 2300000 كيلومتر مربع (670000 ميل بحري مربع).
الرحالة البرتغالي دون بيدرو ماسكارينهاس كان أول من عرف العالم بها في العام 1505 وقد قام بإطلاق اسم ماسكارينس على مجموعة الجزر المعروفة الآن بموريشيوس، رودريغز وريونيون. وفي عام 1598، رسا أسطول هولندي في غراند بورت مما أدى إلى إقامة أول مستعمرة هولندية على الجزيرة في 1638. وعلى مدى السنين، أدخل الهولنديون إلى الجزيرة قصب السكر والحيوانات الأليفة والغزلان قبل رحيلهم عنها في 1710. وجاء من بعدهم الفرنسيون في سنة 1715 وأسسوا ميناء بورت لويس -عاصمة البلاد حاليًا- وظلت جزيرة موريشيوس قاعدة لهم حتى هزيمة نابليون، فاستولت عليها بريطانيا في سنة 1810 م، وأقاموا سلطة تحت قيادة روبرت فاركوهار قامت فيما بعد بغرس تغييرات اجتماعية واقتصادية سريعة في الجزيرة. أجرت البلاد انتخابات عامة في 1967، وضعت بعدها موريشويس دستور جديد وأعلنت استقلالها في 12 مارس 1968، ثم لحق ذلك الإعلان عن جمهورية موريشيوس في 12 مارس 1992.
في هذه الأيام، تُعرف موريشيوس على أنها جمهورية ديموقراطية مبنية على نموذج ويستمينستير والذي يضمن الفصل بين كل من القوى التشريعية والتنفيذية والقضائية. تتمتع الجزيرة الآن باستقرار سياسي حيث يتم انتخاب 62 عضواً للجمعية الوطنية كل 5 أعوام. وفي حين وجود رئيس للدولة، فرئيس الوزراء هو من يحمل القوى التنفيذية بالإضافة إلى قيادة الحكومة.
تبلغ مساحة جزر موريشويس 2,500 كيلومتراً، وبلغ عدد السكان حوالي 1,265,475 نسمة وفقاً لإحصاء عام 2019. وعاصمة موريشيوس هي ميناء بورت لويس وهو أولى الموانئ التي أسست فيها، كما أنّها من الجزر البركانيّة التي لا ترتفع أراضيها كثيراً حيث إنّ أعلى جبالها هو الجبل الأسود والذي يصل ارتفاعه إلى قرابة (828) متراً تقريباً، ومناخها فهو استوائي دافئ وقليل الأمطار شتاءً ومعتدل صيفاً.
يسكنها أناسٌ من جنسيات وثقافات وأديان متنوعة ومختلفة، ففيها الصينيين والكريوليين؛ لذلك يوجد المساجد والكنائس إضافةً للمعابد في كل النواحي منتشرة، وبها من يعتنقون الديانة الإسلاميّة والمسيحيّة والهندوسية ويتحدث سكانها اللغتين الإنجليزيّة، والفرنسيّة بطلاقة إضافةً إلى وجود مجموعة من اللغات الشرقية المختلفة.

## الجغرافيا

### الأرض
تبلغ مساحة موريشيوس 2040 كيلومترًا مربع (790 ميل مربع) وهي الدولة رقم 170 من حيث المساحة في العالم والعاصمة بورث لويس وهي الميناء الأول بها، والجزيرة بركانية لا ترتفع أرضها كثيراً فأعلى تلالها الجبل الأسود ويصل ارتفاعه إلى 828 متراً، وأكثر أرض الجزيرة ارتفاعاً في الوسط والجنوب الغربي وتضم جزيرة (رود ريجويس) وبعض الجزر الصغيرة. ومناخ موريشيوس مداري معتدل بسبب موقعها الجزري، وتصيبها تساقطات مطرية وافرة مما ساعد على نمو الغابات في بعض أجزاء الجزيرة، حيث لوحظ توجه الكثير من السياح إليها في السنوات الأخيرة.
وتتألف جمهورية موريشيوس من جزيرة موريشيوس الرئيسية والعديد من الجزر النائية. وجزيرة رودريغز تبلغ مساحتها 108 كيلومترًا مربعًا (42 ميل مربع) وتقع على بعد 560 كيلومترا (350 ميلا) إلى الشرق من موريشيوس، وجزيرة أغاليغا التوأم، وتبلغ مساحتها الإجمالية 26 كيلومترًا مربعًا. سانت براندون هو أرخبيل يضم عددًا من البنوك الرملية، الضحلة والجزر. وهي تقع على بعد حوالي 430 كم (270 ميل) شمال شرق موريشيوس وتستخدم في الغالب كقاعدة للصيد.
جزيرة موريشيوس صغيرة نسبيًا من الناحية الجيولوجية، بعد أن تم إنشاؤها من قبل النشاط البركاني منذ حوالي 8 ملايين سنة. جنبا إلى جنب مع سانت براندون، ريونيون، ورودريغز، الجزيرة هي جزء من جزر ماسكارين. وقد ظهرت هذه الجزر نتيجة للانفجارات البركانية تحت الماء الضخمة التي وقعت آلاف الكيلومترات إلى الشرق من القارية التي تتكون من أفريقيا ومدغشقر. فهي لم تعد نشطة بركانيا وتقع نقطة ساخنة الآن تحت جزيرة ريونيون. موريشيوس محاطة حلقة مكسورة من السلاسل الجبلية، متفاوتة في الارتفاع من 300-800 م (1,000-2,600 قدم) فوق مستوى سطح البحر. وترتفع الأرض من السهول الساحلية إلى هضبة مركزية حيث يصل ارتفاعها إلى 670 مترًا (200 2 قدم)؛ أعلى قمة في الجنوب الغربي، بيتون دي لا بيتيت ريفير نوار في 828 متر (2,717 قدم). تيارات والأنهار رقطة الجزيرة، وكثير تشكلت في الشقوق التي أنشأتها تدفقات الحمم البركانية.

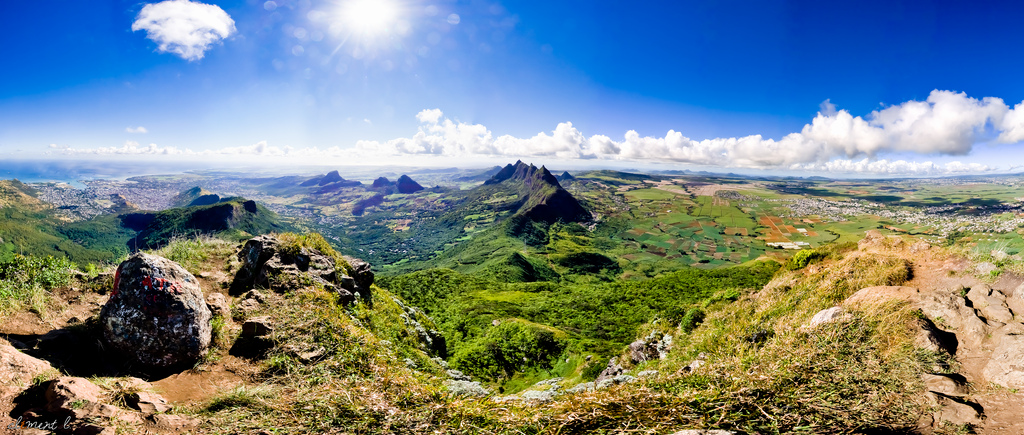

### المناخ والبيئة

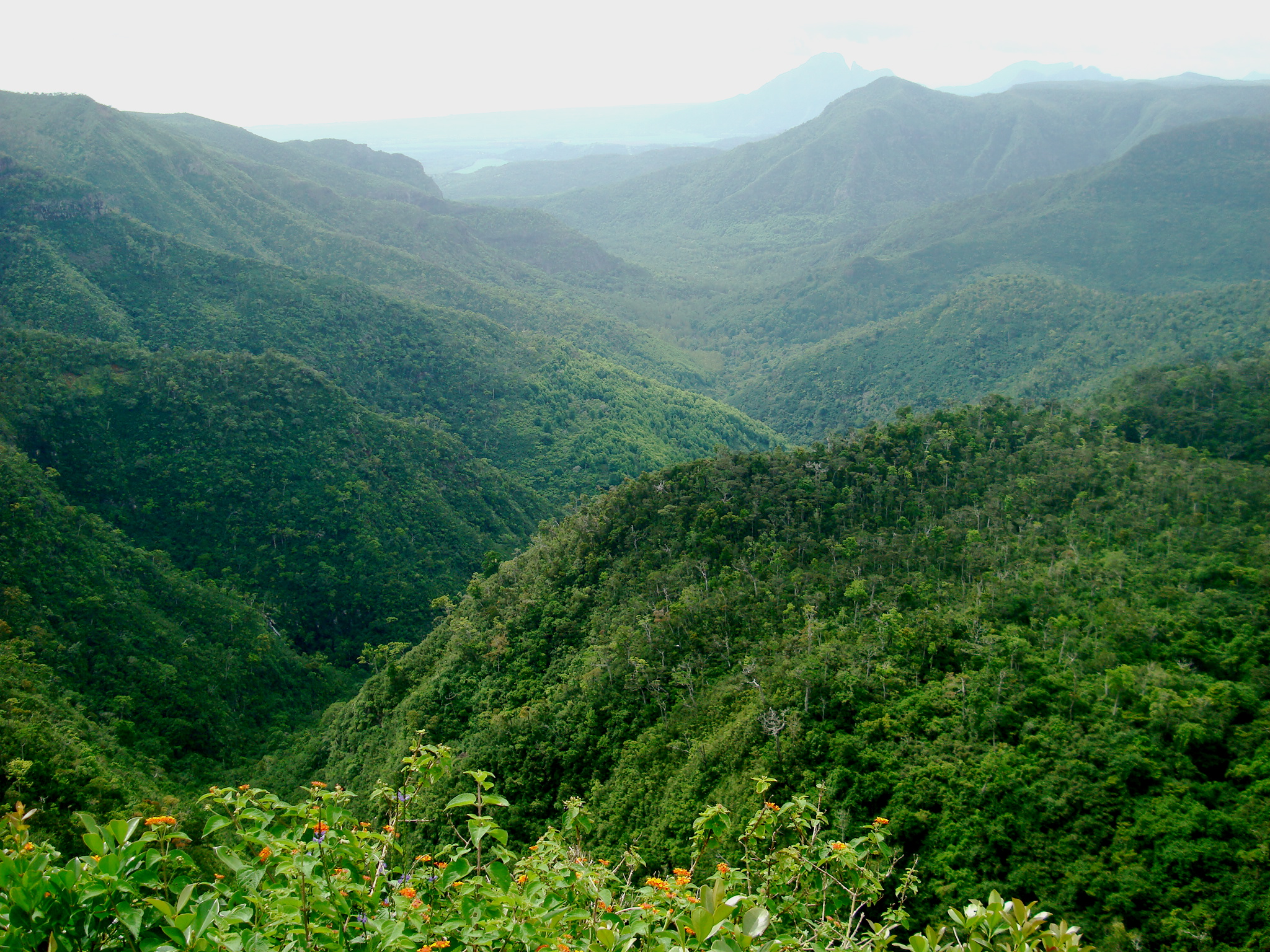
منتزه بلاك ريفر جورجيس الوطني

بفضل موقعها في بقعة دافئة من المحيط الهندي، تتمتع موريشيوس بطقس استوائي. ومن المعروف عن المناطق الشمالية والغربية دفئها وقلة الأمطار فيها. وبشكل عام، فالطقس على الهضبة المركزية أكثر اعتدالاً حيث يصل ارتفاع أعلى نقطة فيها إلى 600 متر فوق سطح البحر.
- الصيف: من نوفمبر إلى أبريل. تتراوح درجات الحرارة بين 25 إلى 31 درجة مئوية، وقد تحصل الأعاصير بين نوفمبر ومايو.
- الشتاء: من مايو إلى أكتوبر، وتتراوح درجات الحرارة بين 15 إلى 25 درجة مئوية. تبلغ درجة حرارة البحر حوالي 27 درجة مئوية خلال الصيف و22 درجة مئوية خلال الشتاء. كما أن هناك أمطار موسمية تهطل باستمرار وخاصة بشهر مايو ويونيو من كل عام.

## التاريخ
كان البحارة العرب أول من اكتشف الجزر وأطلقوا عليها اسم (دنيا العروبة) ثم جاء بعدهم البرتغاليون في القرن السادس عشر الميلادي وقد عمل الهولنديون على جلب الأفارقة عنوة من مدغشقر للعمل في قطع الأخشاب من غابات الأبنوس التي تغطي هذه الجزيرة.
غير أن الهولنديين تخلوا عن هذه الجزيرة عام 1710 م وفي عام 1715 م بسطت فرنسا سيطرتها على موريشيوس وأطلقت عليها اسم جزيرة فرنسا وإثر هذا انتقل المستعمرون الفرنسيون من جزيرة بوربون إلى جزيرة موريشيوس عام 1722 م.
وخلال الحرب الإنكليزية الفرنسية في القرن الثامن عشر الميلادي اتخذ الفرنسيون جزيرة موريشيوس مركزاً لمهاجمة السفن التجارية البريطانية عبر المحيط الهندي ومهاجمة المستوطنات البريطانية في الهند.
وفي عام 1833 م أصدرت بريطانيا مرسوماً يقضي بتحريم الرقيق في أرجاء الإمبراطورية البريطانية وتمكنت موريشيوس من الحصول على الحكم الذاتي في الخمسينيات من القرن العشرين ثم حصلت على استقلالها كاملاً عام 1968، وخلال فترة مابين 1968 و1982 سيطر حزب العمل على مقاليد الحكم في البلاد وفي عام 1982 سيطرت حكومة موريشيوس العسكرية على السلطة في البلاد عبر الانتخابات.
في عام 1983 أعلن رئيس الوزراء انسحابه من حركة موريشيوس العسكرية وكون حزبًا جديدًا اسمه الحركة الاشتراكية العسكرية شكل مع الحزبين الآخرين تحالفًا، وفاز في الانتخابات عام 1983.

## السكان
يشكل التعداد السكاني لموريشيوس لوحة متنوعة من الأعراق والثقافات والديانات، حيث تعيش كلٌ من ديانات الإسلام والمسيحية الغربية والأعراق الكريولية والصينية والتاميل جنباً إلى جنب بانسجام تام حيث يعتبر هذا التناغم بين جميع الثقافات والأعراق أحد الجواذب إلى الجزيرة. هذا التراث الثقافي الغني والمتمثل بمجموعة خلابة من المساجد، الكنائس والمعابد واضح في كل زاوية.
بعد استقلال الجمهورية من الاستعمار البريطاني قرر عدد وفير من الأوروبيين - خاصة الإنجليز - الاستقرار بالبلد وعدم العودة إلى البلد الأم وذلك نظرًا للجمال الطبيعي في هذه الجزر وموقعها الاستراتيجي قرب خطوط الملاحة العالمية بين كل من آسيا أفريقيا والأمريكيتين. تشكل هذه الجالية النخبة الاقتصادية في الجمهورية إضافة إلى جاليات أخرى كاللبنانيين والمصريين وغيرهم.
بشكل عام، فسكان موريشيوس ثنائيي اللغة حيث أنهم يتحدثون كلاً من الفرنسية والإنجليزية بطلاقة. اللغة الرسمية للجزيرة هي الإنجليزية، لكن الفرنسية والكريولية منتشرتين بشكل أكبر بالإضافة إلى وجود عدة لغات شرقية أيضاً.

### الدين
| الأديان في موريشيوس                    | الأديان في موريشيوس | الأديان في موريشيوس | الأديان في موريشيوس | الأديان في موريشيوس |
| -------------------------------------- | ------------------- | ------------------- | ------------------- | ------------------- |
| الدين                                  | الدين               |                     | النسبة              | النسبة              |
| هندوس                                  | هندوس               |                     | 51.9%               | 51.9%               |
| مسيحيون                                | مسيحيون             |                     | 31.4%               | 31.4%               |
| مسلمون                                 | مسلمون              |                     | 15.3%               | 15.3%               |
| آخر†                                   | آخر†                |                     | 1.5%                | 1.5%                |
| توزع السكان بحسب الدين، †تشمل البوذيون |                     |                     |                     |                     |

بلغ عدد سكان البلد قرابة 1.2 مليون نسمة في 2006 من يتبعون الديانة الهندوسية فيشكلون حوالي 50% من السكان، أما المسيحيون فيشكلون 32% من السكان (73 % منهم من الرومان الكاثوليك) أما المسلمون 17% في حين يشكل نحو 1% من السكان ملحدون أو لاأدريون أو ديانات أخرى.

## الاقتصاد

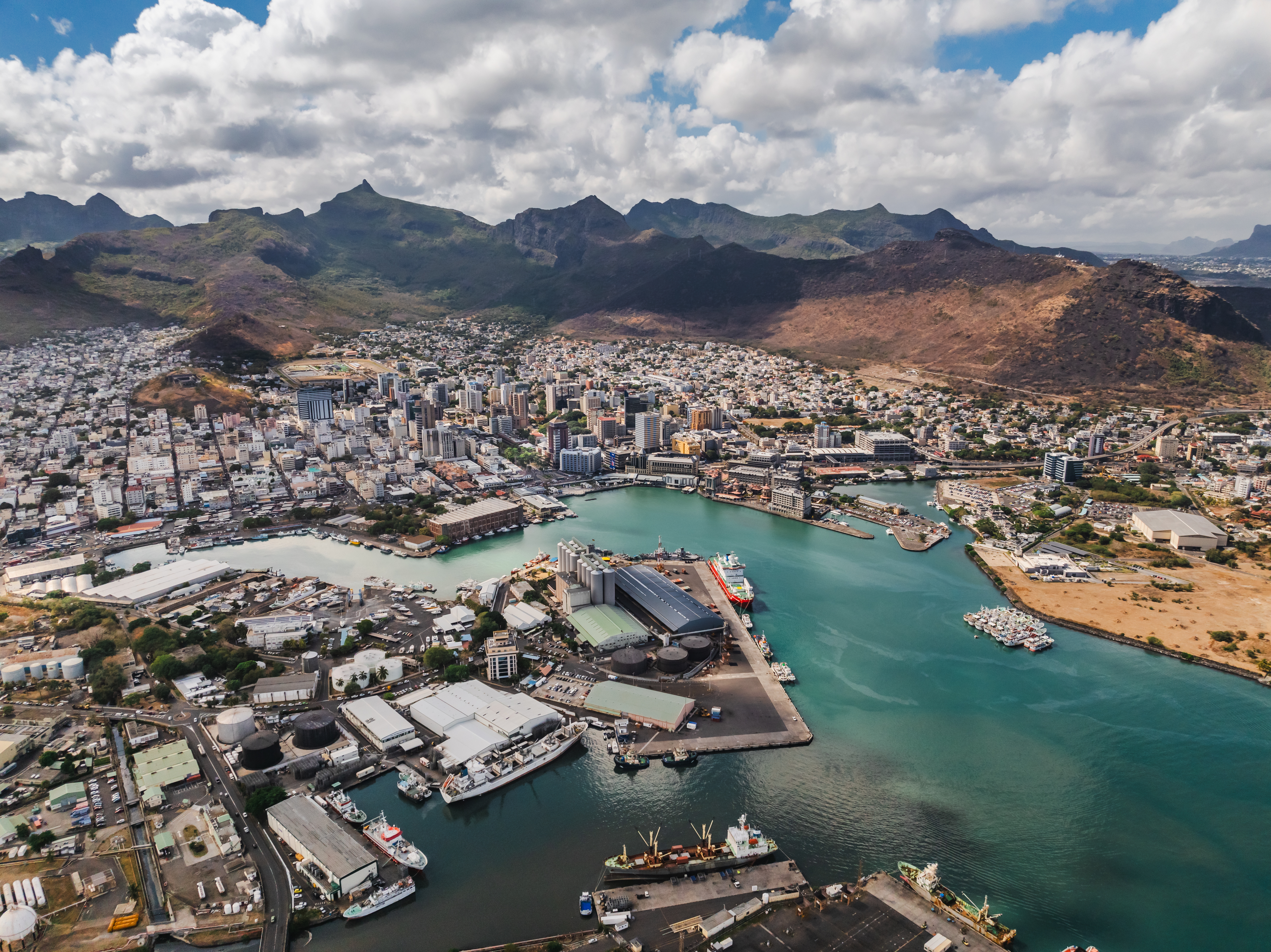
بورت لويس، عاصمة موريشيوس

لغاية ليلة الاستقلال عام 1968، كان الاقتصاد في موريشيوس معتمد على إنتاج وتصدير السكر فقط. أما في سبعينيات القرن الماضي، بدأت الجزيرة بتنويع اقتصادها عبر التشجيع على إقامة شركات تعتمد على التصدير ضمن منطقة تجهيز الصادرات وتطوير اقتصادها السياحي.
في أوائل الثمانينات، قامت الحكومة بإطلاق برنامج تعديلي مكثف موجه نحو تنمية التطوير الاقتصادي من خلال التصدير، التنويع الزراعي وتوسيع سوق السياحة. كنتيجة لهذا البرنامج، قاد قطاع التصنيع النمو الاقتصادي في موريشيوس خلال الثمانينات حيث أصبحت منطقة تجهيز الصادرات أنجح جاذب للاستثمارات الأجنبية وأكبر صاحب أعمال أحادي.
وفي التسعينات، أصبحت منطقة تجهيز الصادرات معتمدة بشكل كبير على صناعة المنسوجات والألبسة خلال السنوات الثلاثين الماضية. كما شهدت التسعينات تنوعاً كبيراً ودخول موريشيوس إلى قطاعات متطورة مثل تقنية المعلومات، الهندسة وتصميم المجوهرات. كما تطورت قطاعات الموانئ والخطوط البحرية مع توقع بلعب قطاع الخدمات لدور أساسي في نمو الاقتصاد في المستقبل.
وفي الفترة بين 2000 – 2005، تم تحديد قطاعات جديدة للنمو، بالأخص الاستعانة بمصادر خارجية للأعمال (التعهيد)، معالجة المأكولات البحرية، التسوق المعفي من الضرائب ومخططات المنتجعات المتكاملة والتي سمحت للأجانب ولأول مرة بالتملك في موريشيوس. بمساعدة الحكومة الهندية، تم تأسيس مدينة إيبين الرقمية بهدف جذب استثمارات أجنبية وخلق وظائف في قطاع الاستعانة بمصادر خارجية للأعمال. كما تم إطلاق حملة تحويل موريشيوس إلى جنة للتسوق المعفي من الضرائب بنفس الوقت.
منذ 2005، أصبح من السهل الوصول إلى موريشيوس عبر الجو والذي نشط حركة السياحة وجعلها من أهم عوامل النمو الاقتصادي. كما تم تبني تدابير إضافية لتحرير الاقتصاد وجذب الاستثمارات الأجنبية من جميع أنحاء العالم ودعوة الأجانب للعمل والعيش في موريشيوس. كما أن هناك العديد من مشاريع مخططات المنتجعات المتكاملة تحت التطوير والتي من شأنها إصلاح الاقتصاد على الرغم من مقاومة بعض الأطراف.
اليوم، يقع اقتصاد موريشيوس بين طبقتي الدخل المتوسط والعالي، حيث بلغ معدل النمو السنوي خلال الخمس أعوام الماضية 5%، وفي حين تبني تدابير إضافية لتحرير الاقتصاد وفتحه أمام العالم، قامت الحكومة بالتأكيد على متابعة قضايا حقوق الإنسان في أفريقيا وعدم تجاهلها. كما أن الحفاظ على البيئة من أهم أوليات الحكومة حيث عملت جاهدة على الحفاظ على الجمال الطبيعي للجزيرة على الرغم من تسارع معدل النمو الاقتصادي خلال العقد الماضي.

## التعليم
وفي إطار المُخطط العام للتعليم في موريشيوس، فإن السلم التعليمي المُعتمد حاليًا يتضمَّن المراحل التالية:
- مرحلة ما قبل التعليم الابتدائي (الروضة)، وهي تقبل الأطفال من عمر 3 : 5 سنوات، وتُشير الإحصاءات الرسمية للعام 2011م، إلى أن عدد رياض الأطفال في عموم البلاد 1018 روضة، التحق بها 33901 طفلًا، نِسبة البنين منهم 51% والبنات 49%، ويتوفَّر مُعلِّم أو مُعلِّمة لكل 13 طفل، وجل رياض الأطفال، تُدار بواسطة القطاع الخاص (نحو 75%)، بينما 18% تُدار من قِبل الحكومة، والـ 7% الباقية هي مدارس دينية، تُدار من قِبل هيئات ومؤسسات هندوسية وإسلامية ومسيحية. ولتشجيع الالتحاق برياض الأطفال، فإن الحكومة أنشأت ما يُعرف بـ «الصندوق الاستنمائي لمرحلة ما قبل المدرسة»، وخصصت مِنحة وإعانة شهرية تزيد عن الـ 200 روبية، لكُل طفل من الأطفال.

مرحلة التعليم الابتدائي، وهي إلزامية، يلتحق بها التلاميذ عن عُمر 6 سنوات وحتى 11 سنة، وثمة خمس مواد رئيسة تقوم عليها مناهج التعليم الابتدائي، هي: اللُغة الإنجليزية، واللُغة الفرنسية، والرياضيات، والعلوم، والدراسات الاجتماعية (الجغرافيا والتاريخ)، يُضاف إليها إحدى اللُغات الشرقية المحلِّية كمادة اختيارية، وبحسب إحصاءات مارس 2011م، فإن عدد المدارس الابتدائية المُسجَّلة لدى وزارة التربية والتعليم في موريشيوس، 305 مدرسة، التحق بها 116068 تلميذًا، نِسبة البنين 51% ونسبة البنات 49%، وقد وصلت نِسبة الالتحاق الإجمالية إلى 100% من الأطفال ما بين 6: 11 سنة، المُسجَّلين بالتعداد السُكَّاني للبلاد، أمَّا نِسبة المُعلِّمين للتلاميذ فهي 1 : 27 وفي نهاية المرحلة يخضع التلاميذ لامتحان شهادة إتمام التعليم الابتدائي، الذي يُعرف اختصارًا بــ (CPE).
التعليم الثانوي، وهو ينقسم إلى مرحلتين، الأولى مرحلة الثانوي الدُنيا، وعدد سنواتها 5 سنوات، وهي تنتهي بامتحان شهادة (SC)، يلتحق الحاصلين عليها بالمرحلة الثانية، وهي الثانوية العُليا، التي تستمر الدراسة بها على مدى عامين، يحصل الطالب في نهايتها على شهادة البكالوريا المؤهِّلة للالتحاق بالجامعات.
بلغت نسبة السكان القادرين على القراءة والكتابة 91.9% عام 2022. وبحسب تعداد 2022 ارتفعت نسبة الحاصلين على التعليم العالي إلى 8.8%. حصلت موريشيوس على المركز 57 في مؤشر الابتكار العالمي لعام 2023، وتقدّمت للمركز 55 في مؤشر عام 2024، وهو المركز الأول في إفريقيا.

## التقسيم الإداري

جمهورية موريشيوس وتشمل الجزر التي تطالب بها.

ضواحي موريشيوس

تنقسم موريشيوس إلى عدة جزر وهي المستوى الإداري الأول للجمهورية وفي المستوى الثاني تنقسم إلى 9 ضواحي أو مقاطعات وهي كالأتي
- النهر الأسود
- فلاك
- الميناء الكبير
- موكا
- بومبليموس
- بلينز ويلهمز
- بورت لويس
- نهر ريمبارت
- السافانا

وثلاث تبعيات وهي:
- جزر رودريغز (استقلت عن جمهورية موريشيوس في عام 2002 ولازالت الجمهورية تطالب بالسيادة عليها)
- سانت براندون
- جزر أجاليجا

تغطي مزارع قصب السكر نصف مساحة الجزيرة، ويمثل السكر أهم صادراتها، وإلى جانب القصب يزرع الشاي، والتبغ وبعض الحبوب الغذائية، والسياحة حرفة هامة في الجزيرة.